# Aspiciliopsis macrophthalma
Espèce
Synonymes
- Aspiciliopsis macrophthalma (Hook. f. & Taylor) de Lesd.[1]
- Placopsis macrophthalma (Taylor) Nyl. (préféré par BioLib)[1]
- Urceolaria macrophthalma Hook. f. & Taylor[1]

Aspiciliopsis macrophthalma est une espèce de lichens de la famille des Agyriaceae. Elle est une des plus courantes de l'archipel des Kerguélen.